# Rio Chariton
O rio Chariton é um rio que nasce no estado de Iowa e é afluente do rio Missouri, com o qual se encontra no estado do Missouri. As vertentes a oeste do Chariton dirigem-se para o rio Missouri e as que estão a leste drenam para o rio Mississippi.
Crê-se que o rio recebeu o seu nome dado por Joseph Chorette, acompanhante da expedição do francês Jean Baptiste Trudeau que subiu o Missouri em 1795 e que se afogou ao nadar nele. Há variantes do nome como Choret, Care e Carrette.
Nasce no sudeste do Condado de Clarke (Iowa). Tem uma albufeira de 45 km² (Rathbun Reservoir) no Condado de Appanoose.